# は〜もに〜ばす
は〜もに〜ばすは、大阪府貝塚市が運行するコミュニティバス。水間鉄道（水間鉄道バス）に運行を委託している。2003年12月1日から運行開始された。

## 概要
貝塚市が独自に給付していた「貝塚市心身障害者福祉年金」が国の障害者施策の展開により不要となったため、その資金の一部を「貝塚市心身障害者福祉年金代替の事業補助金」に充て、コミュニティバスを走らせたのが始まりである。
当初は全てのバスが市域を幅広く巡回していたが、2011年12月1日から2014年3月31日までの実証運行の結果、各バスが市域の一部を分担する運行形態へ変更した。また同時に「路線バス」の運行を開始した。期間中と期間終了後に評価を行い、利用実績の少ない便やバス停留所については廃止を含めた見直しを行うとしていた。2014年度（2014年4月1日）より、実証運行の結果を踏まえた本格運行へ移行した。
現行の運行形態は「福祉型コミュニティバス」と「路線バス」の2種類からなっており、朝・夕の時間帯は緑バスのみ「路線バス」として運行し、昼間の時間帯は「福祉型コミュニティバス」として運行している。貝塚市が運行経費を補助している。
水間鉄道バスの一部路線を代替したこともあり、二色地区を除いた市内全域を運行している。なお二色地区では、水間鉄道バスが自社路線として「コスモスライナー（二色海浜緑地公園線）」を運行している。

### 運行内容
- 基本的に毎日運行するが、10月の秋祭りの日[6]と泉州マラソン開催日は一部運休[7]。
- 年末年始（12月30日 - 1月3日）は路線バスと福祉型の黄バス（蕎原方面）のみ土日祝日ダイヤで運行し、他の系統は運休[8]。
- 運行時間帯は、福祉型コミュニティバスは9時からおおむね17時まで、路線バスは朝の6時前 - 8時過ぎまでと夜の18時 - 21時前まで運行。

## 沿革
- 2003年12月1日：青バスと緑バスの2台で運行開始。運賃は大人100円、小児50円[1]。
- 2007年3月1日：オレンジバスを追加し、3台となる。
- 2011年12月1日：前述の通り運行形態を一新。ピンクバスと黄バス（平日のみ）を追加し、緑バス・青バス・オレンジバスの路線バスを運行開始。運賃を大人200円、小人100円に値上げ[4]。
- 2012年6月：専用回数券を導入[5]。
- 2014年
  - 4月1日：オレンジバスの路線バスを廃止[9]。
  - 9月1日：黄バスを水間鉄道バスの蕎原線、スクールバスと統合し、全日運行とする。運賃を大人210円に値上げ（小人運賃は据え置き）[10]。
- 2015年11月15日：PiTaPaおよび交通系ICカード全国相互利用サービスに対応[9]。
- 2018年3月：「貝塚市地域公共交通網形成計画」を策定[5]。
- 2020年4月11日：青バスの路線バスを廃止し、福祉型コミュニティバスは経路を短縮して黄バスへ代替。運賃を大人220円、小人110円に値上げ[11]。
- 2022年10月11日：黄バスの土日祝のみフリー乗降が可能だった区間で、平日のフリー乗降が可能となる[12]。
- 2024年
  - 1月4日：ピンクバスに「東貝塚駅前広場」停留所を新設[13]。
  - 6月：「貝塚市地域公共交通計画」を策定[14]。
- 2025年1月8日 - 12月26日
  - 定時定路線バスの実証運行を実施[15]。
  - 黄バス運行エリアでデマンド交通の実証運行を行うため、黄バス（蕎原方面）は土休日のみの運行、黄バス（東山方面）は運休とする。
- 2025年4月21日：貝塚養護老人ホームの閉鎖に伴い、ピンクバスのルートを変更[16]。

## 運賃・乗車券類
特記ある場合を除いて福祉型・路線バス共通。
- 運賃は、大人220円、小人110円。
- 運賃後払い方式で、2ドア車は中乗り前降り、1ドア車は前乗り前降り。
- 各種障害者手帳所持者は手帳提示か、市役所障害福祉課にて交付される福祉乗車証提示により運賃無料となる。また介護者についても1名まで無料となる。
- 専用回数券が発売されている。
- 運行開始当初はPiTaPaなどの交通系ICカードは利用できなかったが、2015年11月15日より全エリアで使用可能となった。乗車時・降車時ともにタッチする。
- 福祉型コミュニティバスに限り、水間観音駅・森駅前・南海貝塚駅東口・和泉橋本駅前・東貝塚駅前・貝塚市役所で乗継券を発行（当日1回限り有効）。
- 黄バス利用者が市立貝塚病院へ行く際に、福祉型コミュニティバスを2回乗り継ぐ場合に限り、別途乗継券を発行[18]。

## 運行路線
緑バス、ピンクバス、オレンジバス、黄バス（蕎原方面・東山方面）の4コースがある。緑バス、ピンクバス、オレンジバスは貝塚市役所で相互に接続する。

### 緑バス（福祉型）
市域の西部を経由し水間観音駅と貝塚市役所を結ぶ。1日5往復運行。
- 水間観音駅 - 大原橋 - 三ツ松団地折返場 - 橋本団地 - 和泉橋本駅前 - イオン貝塚店前 - 中央団地 - 貝塚市役所（一部往路と復路で停留所経由の順番が異なる）

### 緑バス（路線バス）
水間観音駅と和泉橋本駅を結ぶ。平日は朝3往復、夜3往復、土日祝は朝2往復、夜2往復運行。
- 水間観音駅 → 三ツ松団地南 → 和泉橋本駅前 → 橋本団地 → 和泉橋本駅前 → 橋本団地 → 三ツ松団地南 → 水間観音駅
  - 朝に運行。
- 水間観音駅 → 三ツ松団地南 → 和泉橋本駅前 → 橋本団地 → 和泉橋本駅前 → イオン貝塚店前 → 橋本団地 → 三ツ松団地南 → 水間観音駅
  - 夜に運行。

### ピンクバス
市域浜手東部を左回りで巡回するほか、貝塚駅・市立貝塚病院間の輸送も兼ねている。平日6便、土日祝5便運行。
- 貝塚市役所 → 南海貝塚駅東口 → 市立貝塚病院 → 南海貝塚駅東口 → 東貝塚駅前広場[注釈 3] → 東貝塚駅前[注釈 4] → 堂ノ池下 → 東貝塚駅前 → 久保団地 → 市立貝塚病院 → 津田北町会館前 → 南海貝塚駅東口 → 貝塚市役所
- 堂ノ池下 → 東貝塚駅前 → 久保団地 → 市立貝塚病院 → 津田北町会館前 → 南海貝塚駅東口 → 貝塚市役所
  - 始発のみ運行。

### 黄バス（蕎原方面）
水間観音駅以南を右回りで巡回する。オークワ貝塚三ツ松店前への運行は2020年4月11日改正で延伸されたものであり、それ以前は水間観音駅を起終点としていた。また、山間の一部区間はフリー乗降区間となっており、バス停留所以外での乗降が可能である。平日5便、土日祝6便運行で、土日祝の方が便数が多い唯一の路線である。
- オークワ貝塚三ツ松店前 → 水間観音駅 → 奥水間温泉 → 蕎原 → 秬谷 → 水間観音駅 → オークワ貝塚三ツ松店前
- 水間観音駅 → 奥水間温泉 → 蕎原 → 秬谷 → 水間観音駅 → オークワ貝塚三ツ松店前
  - 始発のみ運行。
- オークワ貝塚三ツ松店前 → 水間観音駅 → 奥水間温泉 → 蕎原 → 秬谷 → 水間観音駅
  - 終発のみ運行。

### 黄バス（東山方面）
市域山手東部の三ヶ山・東山を左回りで巡回し、水間鉄道の駅と結ぶ。従来の青バスの経路を短縮した系統として、2020年4月11日改正で設定された。全日4便運行。
- オークワ貝塚三ツ松店前 → 水間観音駅 → 三ヶ山 → 東山 → 森駅前 → 森住宅 → 森駅前 → オークワ貝塚三ツ松店前 → 水間観音駅
- 水間観音駅 → 三ヶ山 → 東山 → 森駅前 → 森住宅 → 森駅前 → オークワ貝塚三ツ松店前 → 水間観音駅
  - 始発のみ運行。

### オレンジバス
市域浜手西部を右回りで巡回する。平日7便、土日祝6便運行。
- 貝塚市役所 → 畠中 → 和泉橋本駅前 → イオン貝塚店前 → 王子 → 臨海二色の浜北 → 市立貝塚病院 → 南海貝塚駅東口 → 貝塚市役所
- 臨海二色の浜北 → 市立貝塚病院 → 南海貝塚駅東口 → 貝塚市役所
  - 始発のみ運行。

### 定時定路線バス実証運行
2025年1月8日 - 12月26日まで、駅間や主要施設をダイレクトに結ぶ定時定路線バスの実証運行を実施している。平日のみ運行。運賃はは〜もに〜ばすに準じるが、東貝塚駅前広場 - 石才駅前のみの乗車の場合は特別乗車料金として大人100円、小人50円としている。または〜もに〜ばすとの乗継運賃制度を導入している（東貝塚駅前広場 - 石才駅前のみの乗車の場合を除く）。
- Aルート：東貝塚駅前広場 - 東貝塚駅前 - 石才駅前
  - 7 - 9時、18 - 20時ごろに運行。
- Bルート：東貝塚駅前広場 - 東貝塚駅前 - 石才駅前 - 貝塚市役所 - 南海貝塚駅東口 - 市立貝塚病院
  - 9 - 17時ごろに運行。

## 廃止路線

### 2020年4月10日まで
- 青バス（福祉型）
  - 経路：水間観音駅 - 善兵衛ランド - 三ヶ山 - 貝塚市公園墓地 - 東山 - 三ヶ山口駅 - 森駅前 - 森住宅 - 森駅前 - すくすく子ども館（平日のみ） - 東貝塚駅前（一部往路と復路で停留所経由の順番が異なる）
  - 市域山手東部を経由し水間観音駅と東貝塚駅を結んでいた。2020年4月11日改正で黄バスに代替され、森駅前以北の路線を廃止、また善兵衛ランド、貝塚市公園墓地に経由しなくなった[21]。
- 青バス（路線型）
  - 経路：東山7丁目 - 石才駅前 - 東貝塚駅前（一部往路と復路で停留所経由の順番が異なる）
  - 東山7丁目と東貝塚駅を結んでいた。2020年4月11日改正で廃止された[21]。

### 2014年3月末日まで
- オレンジバス（路線型）
  - 経路：南海貝塚駅東口 - 一中前 - 畠中 - イオン貝塚店前 -（和泉橋本駅前付近巡回）
  - 貝塚駅と和泉橋本駅を結んでいた。2014年4月1日改正で廃止された[22]。

### 2011年11月末日まで
2011年12月1日の改正以前は、以下のように現行系統とは大きく異なる運行形態だった。
なお以下では、貝塚市役所を起終点とし、和泉橋本駅前、二色浜駅前、どんまい、市立貝塚病院、南海貝塚駅を巡回するコースを「地蔵堂方面」、貝塚市役所を起終点とし、南海貝塚駅、第二中学校、久保神社前、市立貝塚病院、浜手地区公民館を巡回するルートを「久保方面」とする。
- 青バス：水間観音駅を起点として、山手地区公民館（水間駅発のみ）、三ヶ山、東山、石才駅前、南海貝塚駅、貝塚市役所に至るルートを2往復、地蔵堂方面を右回りに2便（うち1便は臨海二色の浜北から始発）、久保方面を左回りに1便運行。
- 緑バス：蕎原を起点として、秬谷、水間駅、三ツ松団地、JR和泉橋本駅、貝塚市役所に至るルートを2.5往復運行、地蔵堂方面を左回りに1便、久保方面を右回りに1便運行。水間から蕎原までは当初西側を経由して2便運行していたが、その後平日は東側を経由して3便、土日祝は西側を経由して2便運行するようになった。
- オレンジバス：貝塚市公園墓地を起点として、三ヶ山中、水間駅、橋本団地、JR和泉橋本駅前、貝塚養護老人ホーム、市立貝塚病院、南海貝塚駅を経由し貝塚市役所に至るルートを2往復、地蔵堂方面を左回りに1便、久保方面を右回りに1便運行。

### 2007年2月末日まで
2007年3月1日の改正以前は、以下のような運行形態だった。
- 青バス：貝塚市役所、石才駅前、貝塚養護老人ホーム、東貝塚駅前を巡回するコースを左回り2便、右回り1便、地蔵堂方面を左回りに2便、右回りに3便（うち1便は臨海二色の浜北から始発）運行。
- 緑バス：水間駅から山手地区公民館（水間駅発のみ）、三ツ松団地、橋本団地、中央団地を経由して貝塚市役所に至るコースを2往復、久保方面を左回り1便、右回り2便運行。

## 鉄道との接続
- 貝塚駅（南海本線・水間鉄道）：ピンクバス・オレンジバス
- 二色浜駅（南海本線）：オレンジバス
- 東貝塚駅（阪和線）：ピンクバス
- 和泉橋本駅（阪和線）：緑バス・オレンジバス
- 森駅、三ツ松駅、三ヶ山口駅（水間鉄道）：黄バス（東山方面）
- 水間観音駅（水間鉄道）：緑バス・黄バス（蕎原方面・東山方面）

## 車両
原則として、各コースに対して、コースの色に対応する車両が専属しており、バスの色によって行先がわかるようになっている。
- 日野・ポンチョ
  - 1ドアロングボディ（緑色、オレンジ色、ピンク色、青色）：緑バス・オレンジバス・ピンクバスに用いられる。青色の車両は青バスの廃止により予備車となっている。
  - 1ドアショートボディ（黄色）：黄バス（東山方面・蕎原方面）
- いすゞ・エルガミオ：水間鉄道の「コスモスライナー」用一般路線車だが、黄バス（蕎原方面）にも充当されることがある。

- 日野・リエッセ（白色）：ステップリフトバス（中乗り前降り）。日野・ポンチョの導入前は青色、緑色、オレンジ色に塗り分けられていた。
- いすゞ・ジャーニー（白色）：マイクロバス、方向幕装備の路線仕様。

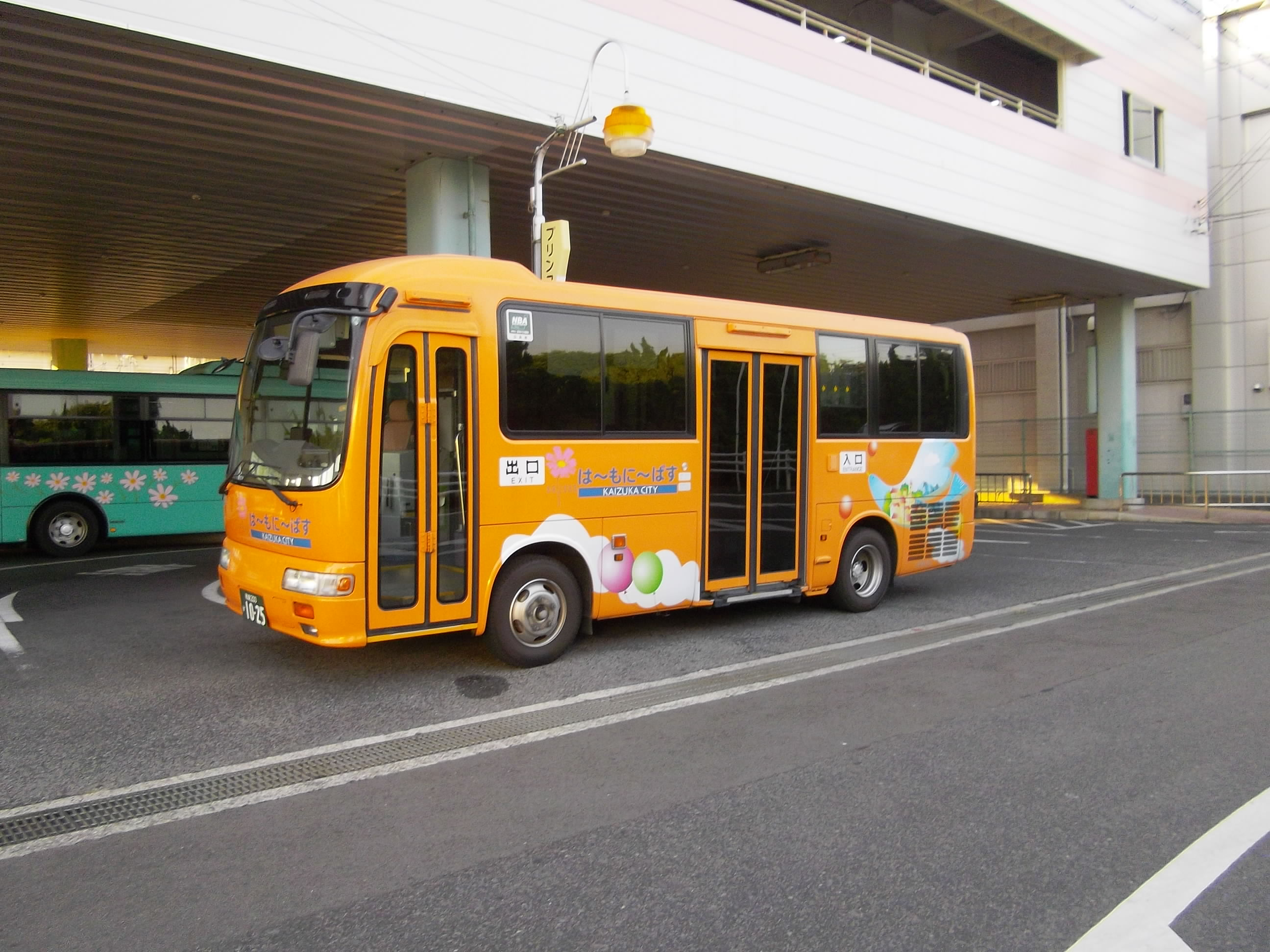
日野・リエッセ（ステップリフトバス） は〜もに〜ばす「黄バス」
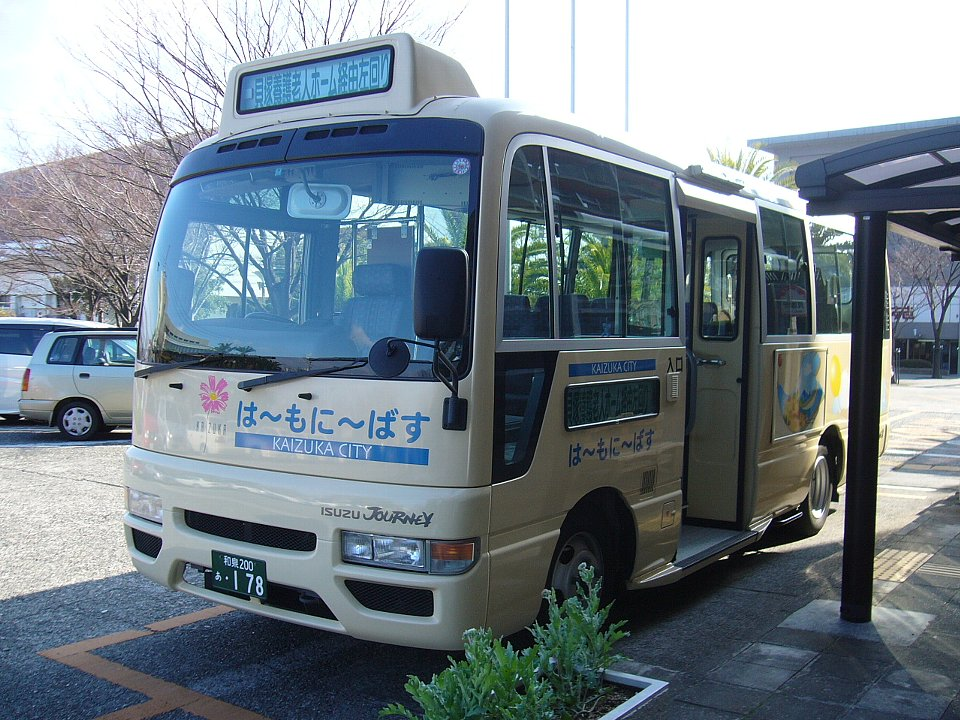
いすゞ・ジャーニー 後部に車椅子リフト付き（貝塚市役所前にて）

## 利用状況
「貝塚市地域公共交通計画」によると、は〜もに〜ばすの乗車人数は以下の通りである。
| 年度     | 乗車人数合計 | 備考                                                                                          |
| -------- | ------------ | --------------------------------------------------------------------------------------------- |
| 2012年度 | 103,614      |                                                                                               |
| 2013年度 | 106,948      |                                                                                               |
| 2014年度 | 110,100      | 2014年4月1日：オレンジバスの路線バスを廃止 2014年9月1日：路線バス、スクールバスを黄バスに統合 |
| 2015年度 | 115,366      |                                                                                               |
| 2016年度 | 114,974      |                                                                                               |
| 2017年度 | 109,875      |                                                                                               |
| 2018年度 | 106,285      |                                                                                               |
| 2019年度 | 101,490      |                                                                                               |
| 2020年度 | 67,832       | 2020年4月11日：青バスを黄バス（東山方面）に置き換え                                           |
| 2021年度 | 64,851       |                                                                                               |
| 2022年度 | 71,086       |                                                                                               |